# Tell City
Tell City – miasto w Stanach Zjednoczonych, w stanie Indiana, w hrabstwie Perry.